# Radio M (France)
Ne doit pas être confondu avec M Radio.
 (avril 2014).
Si vous disposez d'ouvrages ou d'articles de référence ou si vous connaissez des sites web de qualité traitant du thème abordé ici, merci de compléter l'article en donnant les références utiles à sa vérifiabilité et en les liant à la section « Notes et références ».
Radio M est une station de radio associative française. Elle est créée en 1982 . Elle change de nom en 2023 et devient Radio Micheline.

## Historique
En février 1982, Radio M diffuse sa première émission à Montélimar sur 88.3.
L'association gestionnaire est reconnue d'intérêt général depuis 2010.
En 2011, Radio M obtient l'autorisation de création d'une nouvelle antenne pour Nyons et sa région. Celle-ci émet depuis août 2012, avec un contenu local différent.
Elle ouvre également un studio au Teil en 2022.
Le 1er janvier 2025 une antenne FM à Crest est ajoutée à la liste, le 88.2 afin de pouvoir agrandir le territoire de diffusion des bonnes ondes. Le DAB  est prévu en septembre 2025.
Elle diffuse principalement en Drôme provençale et Ardèche méridionale et passe même en Nord Vaucluse et nord Gard. Elle propose une programmation éclectique : world musique, black music, pop, rap, jazz, électro, rock, soul, funk, vieille chanson française, etc.
Elle se veut inventive et propose des contenus éco citoyens et éthiques, participant à la
prise de conscience du monde qui nous entoure, relayant avec ses invités de nombreuses
initiatives, contribuant à améliorer le monde…
Radio Micheline accompagne les changements sociétaux et entrepreneuriaux et propose
une place à l’antenne aux projets innovants.
Outil de communication à part entière, elle permet le rayonnement des actions et
événements locaux au niveau régional voir international.
Elle encourage également la transmission, la mixité, l’éducation aux médias et l’insertion
de tou-te-s grâce à ses ateliers radios.

## Diffusion
Les émissions et programmes de Radio M sont diffusés en modulation de fréquence dans la Drôme (26) à Montélimar sur 88.3, et à Nyons sur 95.1 ainsi qu'autour de Crest sur le 88.2
Radio M peut également être écoutée en direct partout dans le monde grâce au streaming et à radio player.